# Lars Mytting
Lars Mytting (nacido el 1 de marzo de 1968) es un escritor noruego.

## Carrera
Nacido en Fåvang el 1 de marzo de 1968, Mytting inició su carrera literaria en 2006 con la novela Hestekrefter, centrada en parte en los automóviles. Su siguiente novela Vårofferet (2010) trata de la vida de soldado y del equipamiento militar. En 2011 publicó su libro de no ficción Hel ved que supuso su reconocimiento internacional. Además, Mytting ha publicado las novelas históricas Søsterklokkene (2018), Hekneveven (2020) y Skråpanatta (2023).
Ha recibido el Premio de los Libreros de Noruega en 2014y el Premio Dobloug en 2022.

## Obras
- Hestekrefter. Gyldendal, Oslo (2006).
- Vårofferet. Gyldendal, Oslo (2010).
- Hel ved. Kagge, Oslo (2011). Trad.: El libro de la madera. Alfaguara, 2016.
- Svøm med dem som drukner. Gyldendal, Oslo (2014). Trad.: Los dieciséis árboles del Somme. Alfaguara, 2017.
- Søsterklokkene. Gyldendal, Oslo (2018). Trad.: Las campanas gemelas, Alfaguara, 2020.
- Hekneveven. Gyldendal, Oslo (2020).
- Skråpanatta. Gyldendal, Oslo (2023).